# 都筑馨六

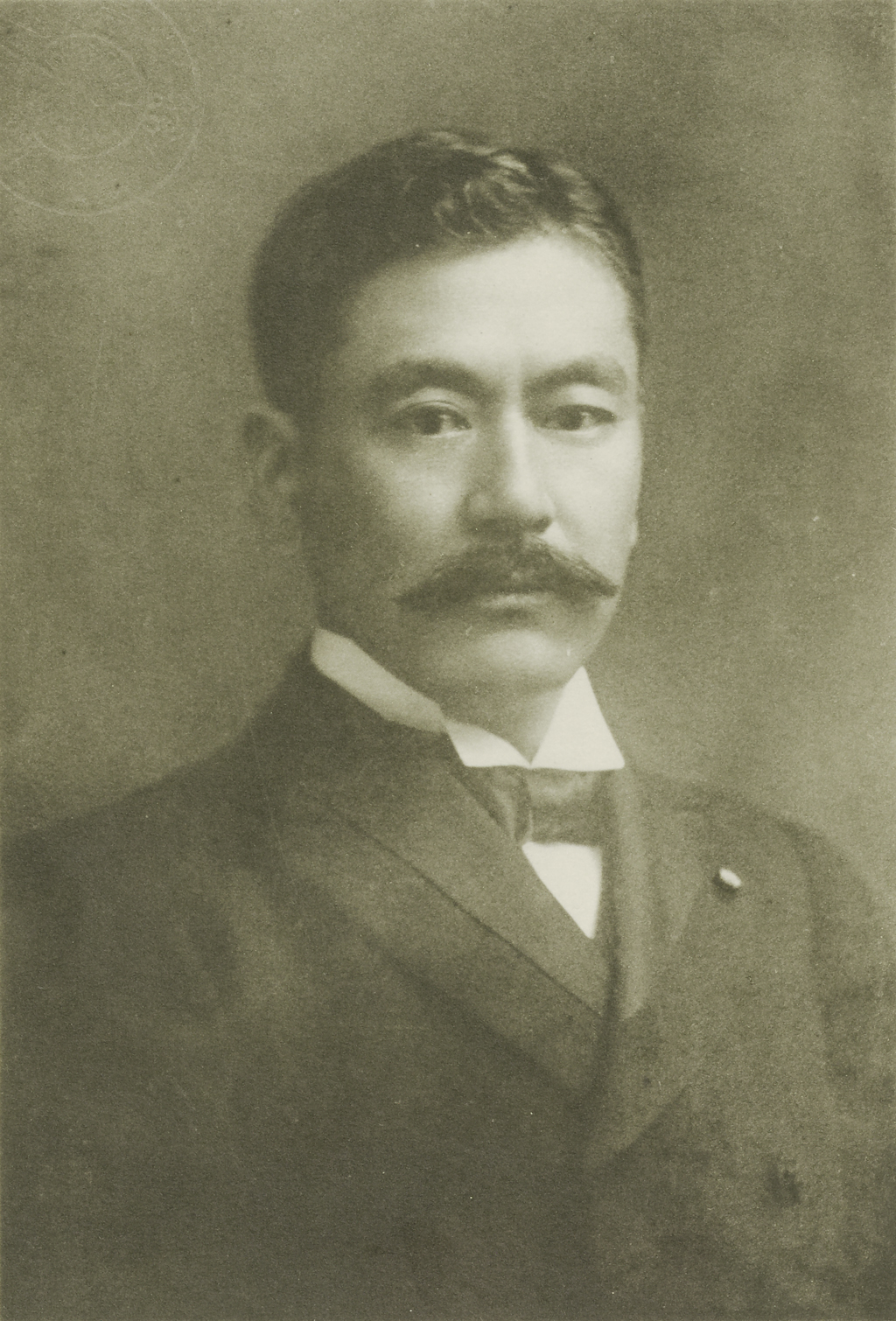
都筑馨六

都筑 馨六（つづき けいろく、1861年3月27日〈万延2年2月17日〉 - 1923年〈大正12年〉7月6日）は、日本の官僚、外交官、政治家。貴族院議員、枢密顧問官、法学博士、男爵。位階は正二位、勲等は勲一等。都築と表記される場合がある。

## 経歴
文久元年2月17日、高崎藩の名主・藤井安治の二男として生まれる。幼名不詳。のち西条藩士・都筑侗忠・たか（同藩士雨森主馬の娘）夫妻の養子となる。横浜修文館・カロルザル英学塾・カロザースの築地大学校、東京開成学校を経て、1881年（明治14年）7月、旧東京大学文学部（政治理財学専攻）を卒業。1882年（明治15年）2月、ドイツに留学しベルリン大学で政治学を学んだ。
1886年（明治19年）5月に帰国し、外務省に入り、公使館書記官兼外務省参事官に就任。従六位に叙せられる。外務大臣井上馨の秘書官を経て、1888年（明治21年）1月、フランスに留学。1890年3月に帰国し、山縣有朋内閣総理大臣秘書官となる。以後、法制局参事官、兼内閣総理大臣秘書官、内務省土木局長、兼内閣総理大臣秘書官、図書頭、文部次官、外務省参事官、外務次官などを歴任。1892年（明治25年）には、井上の養女光子（南朝の忠臣・新田義貞末裔の新田忠純男爵の妹）と結婚し、女婿となっている。しかし岳父の薨去ののちに離婚し、芝・紅葉館の給仕であった妾の静子（旧姓不詳）を妻とした。1915年には嗣子の忠春をもうけている。
1899年（明治32年）4月19日、貴族院勅選議員に任じられ、1909年（明治42年）2月27日まで在任。1900年（明治33年）には伊藤博文の政友会結成に参加している。1903年（明治36年）7月、枢密院書記官長に就任。1907年（明治40年）4月、特命全権大使に任じられ、オランダ王国のハーグで開催された第2回万国平和会議に委員として派遣され、大韓帝国の閔妃暗殺事件が契機のハーグ密使事件の対応に当っている。

1907年6月、法学博士号を授与された。
1908年（明治41年）8月、男爵を叙爵し、勲一等旭日大綬章が授けられた。1909年（明治42年）2月23日、枢密顧問官となり薨去するまで同職に在任。
1923年（大正12年）7月5日薨去。正二位に叙せられる。享年63歳。4日後、紀州藩一門の菩提寺である千駄ヶ谷町の日蓮宗・仙壽院にある旧主君西条藩主松平家子女墓の隣に埋葬された。
尚、同藩主の墓は池上本門寺にある。法号は大法院殿了達馨光日華大居士。墓石の正面には「男爵都筑馨六之墓」と刻まれ、残り三面には墓誌が刻まれている。

## 栄典
位階
- 1886年（明治19年）7月8日 - 従六位[6]
- 1891年（明治24年）12月10日 - 正六位[7]
- 1892年（明治25年）12月12日 - 従五位[8]
- 1894年（明治27年）7月20日 - 正五位[9]
- 1897年（明治30年）8月20日 - 従四位[10]
- 1899年（明治32年）9月21日 - 正四位[11]
- 1907年（明治40年）5月31日 - 従三位[12]
- 1912年（明治45年）6月21日 - 正三位[13]
- 1919年（大正8年）6月30日 - 従二位[14]
- 1923年（大正12年）7月5日 - 正二位[15]

勲章等
- 1896年（明治29年）9月8日 - 勲四等旭日小綬章[16]
- 1899年（明治32年）12月27日 - 旭日中綬章[17]
- 1903年（明治36年）5月21日 - 金杯一個[18]
- 1906年（明治39年）4月1日 - 勲二等旭日重光章[19]
- 1908年（明治41年）4月8日 - 勲一等旭日大綬章[20]
- 1912年（大正元年）8月1日 - 韓国併合記念章[21]
- 1915年（大正4年）11月10日 - 大礼記念章[22]

## 親族
東京府東京市麻布区飯倉狸穴町二
- 前妻 都筑光子（井上馨の養女、新田俊純の娘、1892年結婚）
- 後妻 都筑静子（1895年 - 1969年9月14日、享年74。操徳院殿仁雅日静大姉）
- 長男 都筑忠春（横浜正金銀行に入行し、1946年中央製作所社長となる。平成7年6月1日没、80歳。英智院殿忠春日了大居士）
- 長男前妻 山縣美枝子（1917年生、父： 山縣有道公爵。有道は山縣有朋養孫）
- 長男後妻：片岡明（1918年生、父：片岡恒太郎男爵。恒太郎は片岡七郎海軍大将の子。）

## 伝記
- 馨光会編『都筑馨六伝』馨光会、1926年。